# Alejandro Fajardo
Alejandro Fajardo Villacís (1972, Guayaquil, Ecuador) es un optometrista, actor de cine y teatro ecuatoriano.

## Biografía

### Primeros años y estudios
Fajardo nació en la ciudad de Guayaquil, Ecuador. En 1991 viajó a Bogotá, Colombia, donde estudió la misma carrera de su padre, optometrista, profesión que ejerce. Sin embargo en 2000, a la edad de 28 años, regresó a Bogotá para estudiar cine y más tarde un diplomado en dirección actoral.

### Carrera cinematográfica
Se inició en el cine, interpretando el papel de un nadador nacional en la película Prometeo deportado de Fernando Mieles en 2010.
En la película Sin otoño, sin primavera de 2012, dirigida por Iván Mora Manzano, interpretó el papel de Rafa, un hombre de negocios adicto al alcohol, que tiene problemas con Gloria, su pareja, interpretada por Lucía Moscoso.
Fue parte del elenco de Mejor no hablar de ciertas cosas, película de 2012 dirigida por Javier Andrade, donde tuvo el rol de un hombre de orientación homosexual, adinerado y corrupto.
En el 2016 interpreta a Alejo en la comedia obscura Agujero Negro de Diego Araujo.

### Carrera teatral
En 2012 fue parte de la obra teatral El montacargas, e interpretó a Igor en Frankenstein, ambas obras dirigidas por Jaime Tamariz. También protagonizó junto a Juan José Jaramillo y Elena Gui la obra del dramaturgo francés Jean Genet, Las Criadas, dirigida por el cubano Eduardo Muñoa.
En 2014 fue parte de Vis à vis, una obra de la española María Laura Espido Freire, actuando junto a la actriz Alejandra Paredes.
En 2020 se estrena como director teatral en su ciudad natal con la obra Antimateria, del dramaturgo español Carlos Atanes, interpretada por Lucho Mueckay y José Andrés Caballero.

### Carrera televisiva
En 2014 forma parte del reparto Secretos, un seriado de varios filmes producido por Peki Andino.

## Filmografía

### Series y Telenovelas
- (2018) Maleteados - Peter Anchundia (Villano principal)
- (2014) Secretos